# Young as You Feel (film 1931)
Young as You Feel è un film del 1931 diretto da Frank Borzage. La sceneggiatura di Edwin J. Burke si basa su Father and the Boys, lavoro teatrale di George Ade andato in scena in prima a New York il 2 marzo 1908 all'Empire Theatre.

## Produzione
Il film fu prodotto dalla Fox Film Corporation con i titoli di lavorazione Father and the Boys (dalla commedia originale) e Cure for the Blues.

## Distribuzione
Il copyright del film, richiesto dalla Fox, fu registrato il 14 aprile 1931 con il numero LP2355.

Distribuito dalla Fox Film Corporation, il film uscì nelle sale statunitensi il 23 agosto 1931 dopo essere stato presentato in prima a New York il 7 agosto 1931. In Irlanda, uscì l'11 dicembre 1931; in Svezia, il 7 marzo 1932 con il titolo Yngre och yngre dag för dag; in Finlandia, il 15 maggio 1932. In Brasile, fu ribattezzato Mocidade Ainda que Tarde, in Spagna Nunca es tarde.